# It's a Miracle
Albums de Chokebore
Strange Lines
(2001) A Part from Life
(2003)
It's a Miracle est le cinquième album de Chokebore. Il a été enregistré aux studios Wet & Dry, à Los Angeles. Il n'est sorti qu'en Europe (disponible aux États-Unis ou ailleurs uniquement en import) et marque le début de la collaboration de Chokebore avec le label Pale Blue. À cette occasion, les trois premiers albums de Chokebore (Motionless, Anything Near Water, A Taste for Bitters) ont été réédités chez Pale Blue.

## Titres
1. Ciao L.A. (2:44)
2. Geneva (3:46)
3. I'll Save You (3:19)
4. Snow (2:58)
5. Be Forceful (3:54)
6. Ultra-Lite (4:05)
7. Police (5:42)
8. I Love Waiting (3:16)
9. Person You Chose (4:19)
10. Little Dream (2:06)
11. She Flew Alone (2:02)

## Commentaires
Le line-up de Chokebore crédité sur cet album est le suivant : Troy Von Balthazar y est crédité en tant que Troy B. Balthazar, James Kroll en tant que Frank G, Jonathan Kroll en tant que Jonathan K.. Seul Christian Omar Madrigal Izzo a son nom complet.
Dans les paroles de la première chanson, Ciao L.A., on peut trouver une référence à l'album précédent de Chokebore, Black Black, ou plutôt à la tournée relative à cet album : "I'm looking back against the tour of Black Black".
Il s'agit du dernier album studio de Chokebore. L'album suivant sera A Part from Life qui est un album live et le dernier avant la séparation du groupe. Toutefois, A Part from Life qui sort un an après It's a Miracle a été enregistré lors d'un concert en 2001. On peut ainsi considérer It's a Miracle comme le véritable testament créatif de Chokebore.
Les titres She Flew Alone et Be Forceful se retrouvaient, dans des pré-versions différentes de celles de l'album, sur l'extended play Strange Lines, sorti en 2001. À noter toutefois que She Flew Alone s'appelait alors Sections et que Be Forceful était crédité Be Forcful sans le e.
Le titre Ciao L.A. connaîtra une version remixée, disponible sur deux compilations, All Areas Volume 32 et Rolling Stone 01, toutes les deux sorties en 2002.